# 君の街まで
「君の街まで」（きみのまちまで）は、2004年9月23日に発売されたASIAN KUNG-FU GENERATIONの6枚目のシングル。

## 解説
「リライト」に続いて2か月連続のリリースとなる。PVは演奏するメンバーの傍らで、アーティスティックスイミングが行われ、その最中にプールに巨大なザリガニが出現するという物。シンクロ選手の監督として山本晋也が出演している。このPVで、SPACE SHOWER Music Video Awards2005において、BEST CONCEPT VIDEOを受賞している。ASIAN KUNG-FU GENERATIONがSPACE SHOWER Music Video Awardsで賞を受賞するのは前年の「君という花」（BEST NEW ARTIST VIDEO）に続き2年連続であり、翌年も「ブルートレイン」でBEST GROUP VIDEOを受賞し、3年連続の受賞となっている。
当初はCCCDとして発売されたが、現在そちらは廃盤となっている。本作品がアジカンにとってCCCDでリリースされた最後の作品である。

## 収録曲
1. 君の街まで
2. Hold me tight
彼らがインディーズの頃からすでにあった楽曲。自主制作盤に入っているものとは一部歌詞などが異なっている。
製作時期は最も古く、インディーズでデビューするよりも前であり、大学の軽音楽部時代から存在する楽曲。もともとアジカンのライブ定番曲であり、いわゆる「ライブでしか聴けない楽曲」であったが、『MOTHER MUSIC RECORDS』内でライブ音源をOAしたところ、音源化を望む声が増え、シングル化された。

全作詞・作曲：後藤正文、全編曲：ASIAN KUNG-FU GENERATION

## 収録アルバム
- ソルファ (#1)
- フィードバックファイル (#2)
- BEST HIT AKG (#1)